# Barnús (bany)

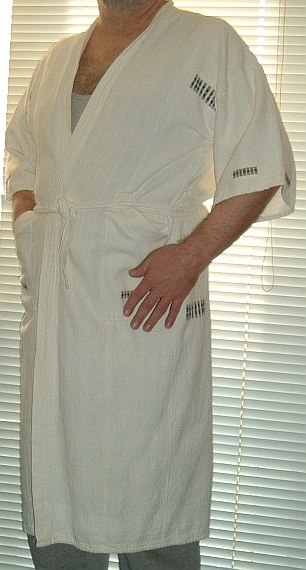
Un home amb barnús

Un barnús o sortida de bany és una bata de roba de fil de ris, amb caputxa o sense, que homes i dones es posen per a eixugar-se i guardar-se del fred en sortir del bany o d'una dutxa o abans de fer-ho. Es porta creuat, cenyit a la cintura amb un cinyell.
Els esportistes la poden dur sobre el vestit de bany abans i després d'entrar en competició. També es diu barnús, encara que sigui d'un altre teixit, la bata que duen els boxadors abans d'entrar a competir. Els barnussos solen ser de ris de cotó o de fibres sintètiques.